# Cincinnati Open 2015
Il Cincinnati Open 2015 (conosciuto anche come Western & Southern Open 2015 per motivi di sponsorizzazione) è stato un torneo di tennis giocato sul cemento. È stato la 114ª edizione del torneo maschile e l'84ª di quello femminile, che fa parte della categoria Masters 1000 nell'ambito dell'ATP World Tour 2015, e della categoria Premier nell'ambito del WTA Tour 2015. Sia il torneo maschile che quello femminile si sono giocati al Lindner Family Tennis Center di Mason, vicino a Cincinnati, in Ohio negli USA, fra l'15 e il 23 agosto 2015.

## Partecipanti ATP

### Teste di serie
| Nazionalità | Giocatore       | Ranking* | Testa di serie |
| ----------- | --------------- | -------- | -------------- |
| Serbia      | Novak Đoković   | 1        | 1              |
| Svizzera    | Roger Federer   | 2        | 2              |
| Regno Unito | Andy Murray     | 3        | 3              |
| Giappone    | Kei Nishikori   | 4        | 4              |
| Svizzera    | Stan Wawrinka   | 5        | 5              |
| Rep. Ceca   | Tomáš Berdych   | 6        | 6              |
| Croazia     | Marin Čilić     | 8        | 7              |
| Spagna      | Rafael Nadal    | 9        | 8              |
| Canada      | Milos Raonic    | 10       | 9              |
| Francia     | Gilles Simon    | 11       | 10             |
| Stati Uniti | John Isner      | 12       | 11             |
| Francia     | Richard Gasquet | 13       | 12             |
| Belgio      | David Goffin    | 14       | 13             |
| Francia     | Gaël Monfils    | 15       | 14             |
| Sudafrica   | Kevin Anderson  | 16       | 15             |
| Bulgaria    | Grigor Dimitrov | 17       | 16             |

* Le teste di serie sono basate sul ranking al 10 agosto 2015.

### Altri partecipanti
I seguenti giocatori hanno ricevuto una wild card per il tabellone principale:
- Jared Donaldson
- Mardy Fish
- Bjorn Fratangelo
- Rajeev Ram

I seguenti giocatori sono passati dalle qualificazioni: 

- Aleksandr Dolhopolov
- Thanasi Kokkinakis
- Denis Kudla
- Lu Yen-hsun
- Nicolas Mahut
- Vasek Pospisil
- Alexander Zverev

I seguenti giocatori sono entrati come Lucky loser:
- Benoît Paire

## Partecipanti WTA

### Teste di serie
| Nazionalità | Giocatrice           | Ranking* | Teste di serie |
| ----------- | -------------------- | -------- | -------------- |
| Stati Uniti | Serena Williams      | 1        | 1              |
| Russia      | Marija Šarapova      | 2        | 2              |
| Romania     | Simona Halep         | 3        | 3              |
| Rep. Ceca   | Petra Kvitová        | 4        | 4              |
| Danimarca   | Caroline Wozniacki   | 5        | 5              |
| Serbia      | Ana Ivanović         | 6        | 6              |
| Rep. Ceca   | Lucie Šafářová       | 7        | 7              |
| Rep. Ceca   | Karolína Plíšková    | 8        | 8              |
| Spagna      | Garbiñe Muguruza     | 9        | 9              |
| Spagna      | Carla Suárez Navarro | 10       | 10             |
| Germania    | Angelique Kerber     | 11       | 11             |
| Svizzera    | Timea Bacsinszky     | 13       | 12             |
| Polonia     | Agnieszka Radwańska  | 14       | 13             |
| Ucraina     | Elina Svitolina      | 15       | 14             |
| Germania    | Andrea Petković      | 16       | 15             |
| Italia      | Sara Errani          | 17       | 16             |

* Le teste di serie sono basate sul ranking al 10 agosto 2015.

### Altre partecipanti
Le seguenti giocatrici hanno ricevuto una wild card per il tabellone principale:
- Daniela Hantuchová
- Alison Riske
- Coco Vandeweghe

Le seguenti giocatrici sono passate dalle qualificazioni: 

- Tímea Babos
- Mona Barthel
- Kateryna Bondarenko
- Lauren Davis
- Casey Dellacqua
- Julia Görges
- Lucie Hradecká
- Ana Konjuh
- Christina McHale
- Julija Putinceva
- Anna Karolína Schmiedlová
- Jaroslava Švedova

Lucky loser:
- Mirjana Lučić-Baroni

## Campioni

### Singolare maschile
Roger Federer ha battuto in finale  Novak Đoković con il punteggio di 7–6(1), 6–3.
- È l'ottantasettesimo titolo in carriera per Federer, quinto della stagione e settimo a Cincinnati.

### Singolare femminile
Serena Williams ha battuto in finale  Simona Halep con il punteggio di 6–3, 7–6(5).
- È il sessantanovesimo titolo in carriera per la Williams, quinto titolo stagione e secondo a Cincinnati.

### Doppio maschile
Daniel Nestor /  Édouard Roger-Vasselin hanno battuto in finale  Marcin Matkowski /  Nenad Zimonjić con il punteggio di 6–2, 6–2.

### Doppio femminile
Chan Hao-ching /  Latisha Chan hanno battuto in finale  Casey Dellacqua /  Jaroslava Švedova con il punteggio di 7–5, 6–4.